# 21 травня
21 травня — 141-й день року (142-й у високосні роки) в григоріанському календарі. До кінця року залишається 224 дні.

## Свята і пам'ятні дні

### Міжнародні
- ООН: Всесвітній день культурного розмаїття для діалогу та розвитку (A/RES/57/249).
- День пам'ятки
- Міжнародний день чаю.
- День заплатки.

### Національні
- Чорногорія: Національне свято Республіки Чорногорія
- Острови Святої Єлени, Вознесіння і Тристан-да-Кунья: День Святої Олени
- Карачаєво-Черкесія: День пам'яті жертв Кавказької війни (геноцид черкеського народу 18–19 століття).
- Чилі: День Військово-Морського флоту.
- Колумбія: День афро-колумбійців.
- Індія:День боротьби проти тероризму.
- Угорщина: День патріотів і військових.
- Україна: День міжнаціональної злагоди і культурного розмаїття.
- Греція: Піровассія.
- Мексика: Свято Національного Політехнічного Інституту. (Día del Instituto Politécnico Nacional).
- США:
  - Національний день офіціантки.
  - Національний день полуниці з вершками.

### Релігійні

#### Християнство
- День Святого Благовірного Ромейського Імператора Константина І Великого.
- День Святої Авґусти Олени.

Православні:
- Рівноапостольних царя Костянтина і матері його цариці Олени.
- Благовірного князя Костянтина та дітей його Михаїла і Феодора, Муромських чудотворців.

### Іменини
- ✙ Православні: Костянтин, Олена, Михайло, Теодор[1]
- ✝  Католицькі: Олена, Антиох, Іван, Кристоф, Петро, Серапіон, Теобальд, Тимофій, Віктор, Євген/Євгеній.

## Події
- 1502 — Іспанський мореплавець Жуан да Нова, що перебував на службі у португальців, відкрив острів Святої Єлени в Південній Атлантиці
- 1503 — Христофор Колумб відкрив Кайманові Острови
- 1783 — укладено курляндсько-російську конвенцію про кордон і торгівлю.
- 1809 — Під Асперном поблизу Відня Наполеон зазнав першої у своєму житті поразки на полі битви від австрійського ерцгерцога Карла.
- 1831 — У Харкові побачив світ перший в Україні альманах — «Український альманах».
- 1840 — Нова Зеландія проголошена британською колонією
- 1864 — після закінчення російсько-кавказької війни почалася масова депортація і винищення черкесів, геноцид черкеського народу.
- 1892 — У Мілані здійснено постановку опери «Паяци» Руджеро Леонкавалло
- 1900 — Російська імперія анексувала територію 64 сіл Маньчжурії на схід від Амуру
- 1904 — У Парижі заснована Міжнародна федерація футбольних асоціацій (ФІФА)
- 1906 — в Санкт-Петербурзі вийшов перший номер газети «Український вісник»
- 1916 — У Великій Британії вперше в світовій практиці введено «літній» час
- 1918 — У Києві представники різних партій сформували Український національно-державний союз
- 1919 — В Україні більшовики націоналізували всі річні та морські корабельні підприємства.
- 1928 — Волт Дісней отримав патент на монопольне використання образа Міккі Мауса.
- 1929 — ухвала РНК СРСР про ознаки куркульського господарства
- 1937 — почала роботу перша експедиція, що дрейфувала, під назвою «Північний полюс»
- 1944 — На плебісциті в Ісландії жителі підтримали рішення парламенту про відділення від Данії, 17 червня була проголошена республіка
- 1991 — прокомуністичний президент Ефіопії Менгісту Хайле Маріам повалений повстанцями і залишив країну.
- 1992 — Кримський парламент скасував референдум про незалежність Криму, який планували на серпень.
- 2000 — На референдумі у Швейцарії більшість мешканців проголосували за розширення відносин з Євросоюзом.
- 2006 — на референдумі 55,5 % населення Чорногорії проголосувало за незалежність від Сербії.

## Народились
Дивись також Категорія:Народились 21 травня
- 427 — Платон, грецький філософ-ідеаліст, учень Сократа й учитель Арістотеля.
- 1471 — Альбрехт Дюрер, німецький графік і маляр.
- 1527 — Філіп II, іспанський король.
- 1792 — Гаспар-Гюстав Коріоліс, французький математик і механік.
- 1844 — Анрі Руссо, французький живописець-примітивіст, музикант і літератор.
- 1855 — Еміль Верхарн, бельгійський поет, який писав французькою мовою. Один із лідерів поетичного напрямку символізму.
- 1857 — Микола Пильчиков, український вчений, фізик-теоретик, експериментатор.
- 1889 — Мирон Зарицький, український учений-математик.
- 1895 — Никифор Дровняк, український художник-примітивіст лемківського походження.
- 1902 — Анатоль Літвак, американський кінорежисер українського походження.
- 1906 — Михайло Покотило, український актор, режисер.
- 1914 — Ромен Гарі, французький письменник. Двічі лауреат Гонкурівської премії (1956 під ім'ям Ромена Гарі і 1975 під ім'ям Еміля Ажара).
- 1920 — Джон Чедвік, англійський лінґвіст
- 1921 — Андрій Сахаров, фізик, творець радянської водневої бомби, лауреат Нобелівської премії миру, активний борець за права людини.
- 1929 — Еммануїл Мисько, український скульптор
- 1933 — Моріс Андре, французький класичний сурмач
- 1937 — Джон Ферфакс, британський веслувальник і мандрівник, який у 1969 першим здійснив перехід на веслах через Атлантичний океан.
- 1937 — Софіко Чіаурелі, грузинська кіноакторка, відома з фільмів «Колір граната», «Дерево бажання», «Покаяння», «Ашик-керіб» та ін.
- 1941 — Анатолій Левченко, радянський космонавт
- 1952 — Леся Степовичка, українська поетеса, перекладачка, прозаїк.
- 1953 — Нора Аунор, філіппінська акторка, продюсер і співачка
- 1958 — Маффі Колдер, шотландська фахівчиня в галузі інформатики.
- 1966 — Ліза Едельштейн, американська акторка

- 1969 — Георгій Гонгадзе, український журналіст і громадський діяч
- 2002 — Елена Уельва, іспанська активістка боротьби з раком, інфлуенсерка та письменниця.

## Померли

Володимир Горбовий

Дивись також Категорія:Померли 21 травня
- 252 — Сунь Цюань, політичний та військовий діяч Китаю.
- 1639 — Томмазо Кампанелла, італійський філософ-утопіст, теолог та поет.
- 1895 — Франц фон Зуппе, австрійський композитор і диригент. Один з творців віденської оперети.
- 1935 — Джейн Аддамс, американський соціолог і філософ, лауреат Нобелівської премії миру 1931 року
- 1957 — Олександр Вертинський, актор, поет і співак українського походження.
- 1964 — Джеймс Франк, німецько-американський фізик, Нобелівський лауреат з фізики.
- 1965 — Джеффрі де Гевіленд, британський авіаконструктор, льотчик-випробувач і підприємець.

- 1984 — Володимир Горбовий, український військовий діяч, член УВО і ОУН, адвокат у Галичині, оборонець у політичних процесах.
- 1991 — Раджив Ганді, прем'єр-міністр Індії (загинув унаслідок терористичного акту) (*1944).
- 2000
  - Барбара Картленд, англійська письменниця, автор жіночих романів. Найплідніший автор в історії англійської літератури (*1901).
  - Джон Гілгуд, британський актор театру і кіно.
- 2013 — Домінік Веннер, французький письменник, ветеран війни у Алжирі, діяч «Нових правих». Застрелився в соборі Паризької Богоматері в знак протесту проти узаконення гей-шлюбів.